# 中村吉右衛門
中村 吉右衛門（なかむら きちえもん）は、歌舞伎役者の名跡。江戸時代中期に佐野川屋系が二人、明治以降に播磨屋系二人がいる。今日ただ「中村吉右衛門」というと、通常は播磨屋系の吉右衛門を指す。

## 歴代

### 佐野川屋系 中村吉右衛門
屋号は佐野川屋。宝暦期を代表する名女形・初代佐野川萬菊の弟を祖とする家系。
- 初 代 中村吉右衛門（佐野川屋）
  - 初代佐野川萬菊の弟、1694–1770。
  - 佐野川十蔵 → 初代中村十蔵 → 中村嘉津右衛門 → 初代中村喜津右衛門 → 佐野川屋初代中村吉右衛門

- 二代目 中村吉右衛門（佐野川屋）
  - 生没年不詳。
  - 中村吉蔵[1] → 二代目中村吉右衛門

### 播磨屋系 中村吉右衛門

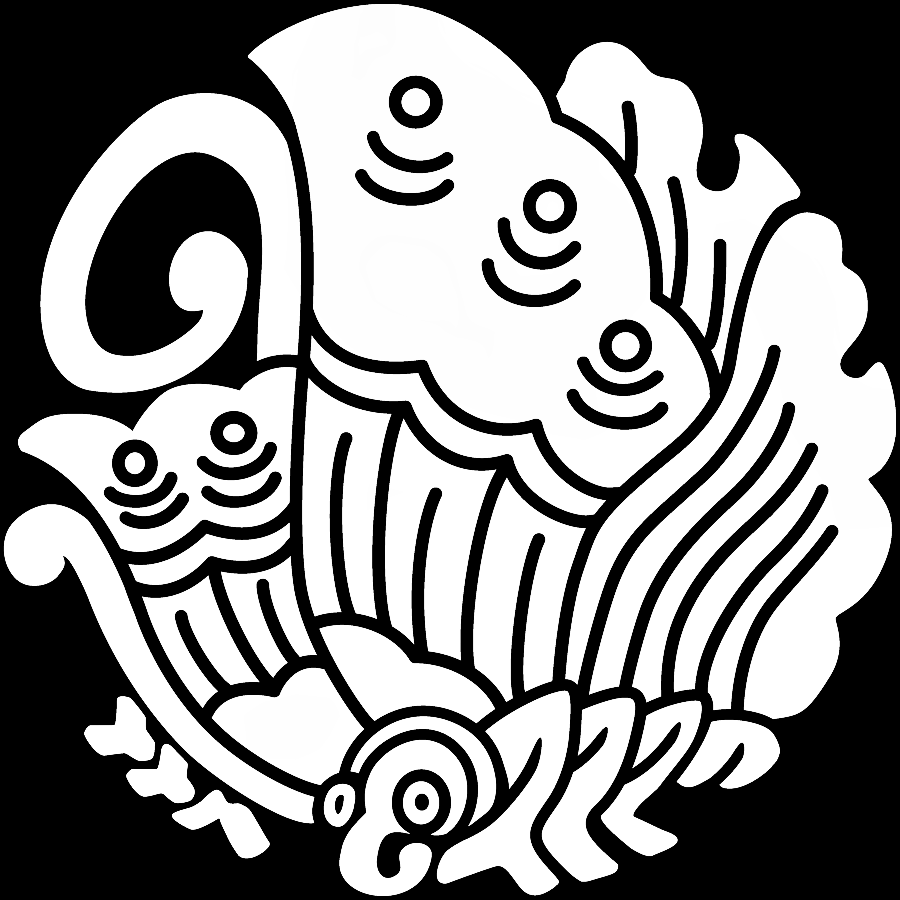
揚羽蝶

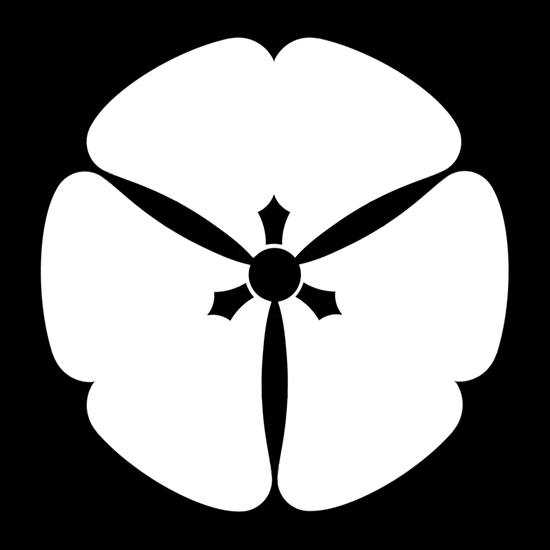
村山片喰

屋号は播磨屋。定紋は揚羽蝶、替紋は村山片喰。三代目中村歌六の長男を祖とする家系。「吉右衛門」は初代の母方の祖父・小川吉右衛門の名に由来する。
- 初 代 中村吉右衛門
  - 三代目中村歌六の長男、1886–1954。尾上菊五郎とともに「菊吉時代」を築いた大正・昭和の大看板。
  - 初代中村吉右衛門

- 二代目 中村吉右衛門
  - 初代の娘婿・八代目松本幸四郎の次男で、初代の養子、1944–2021。母方播磨屋の芸と父方高麗屋の芸の双方を引き継ぐ。
  - 中村萬之助 → 二代目中村吉右衛門